# Église Saint-Pierre de Blainville-sur-Mer
L'église Saint-Pierre est un édifice catholique qui se dresse sur le territoire de la commune française de Blainville-sur-Mer, dans le département de la Manche, en région Normandie.

## Localisation
L’église Saint-Pierre est située à Blainville-sur-Mer, dans le département français de la Manche.

## Historique
L'église Saint-Pierre appartenait à l'église de Coutances. Au commencement du XIIIe siècle, sous l'épiscopat de Vivien de l'Étang, elle a été constituée en prébende en faveur du grand chantre de la cathédrale de Coutances avec les terres et les salines qui en dépendaient.

## Description
La nef, avec ses arcades latérales et la croisée du transept sont romanes (deuxième moitié du XIIe siècle) avec notamment les modillons de la corniche et des fragments d'appareil en arête-de-poisson du mur nord. La tour carrée située à la croisée du transept repose sur des piliers avec des chapiteaux godronnés et présente à sa partie inférieures des caractéristiques de la fin du XIIe siècle. Les baies ont été refaites aux XIIIe et XVIIIe siècles.
Le chœur à pans coupés, qui s'éclaire par une belle fenêtre aux remplages inhabituels (qui font songer au style perpendiculaire anglais), a été reconstruit au XVe siècle, et on a ajouté le porche couvert en  pierre en tas de charge. Les chapelles latérales forment un faux-transept par leur ajout au XVIIe siècle sur la dernière travée de la nef. La nef commencée au XIIe siècle a été plusieurs fois restaurée. Sa dernière transformation date de 1884 par rehaussement des murs.
La partie intermédiaire de la tour est munie de fenêtres à arcs brisés accompagnées de colonnettes et d'un fronton trilobé qui doivent remonter au XIVe siècle. La flèche octogonale en pierre de Chausey date du XVe siècle. Cette dernière possède sur chaque face une longue et étroite lucarne composée de deux colonnettes prenant appui sur la base de la flèche supportant une petite arcade et un avant-toit triangulaire. Le passage du carré à l'octogone se fait par des sortes de demi-pyramides logées dans les angles.

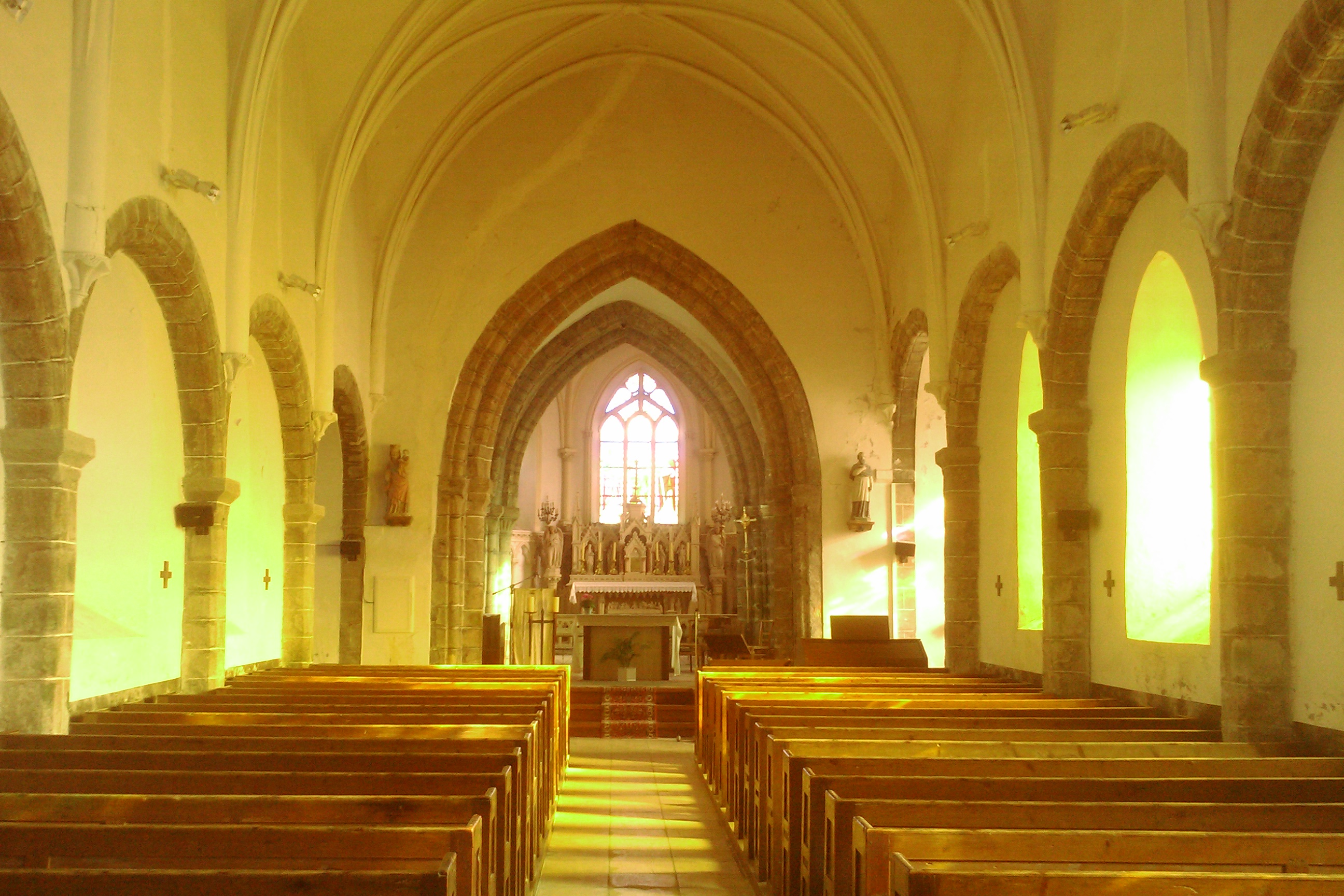
La nef.
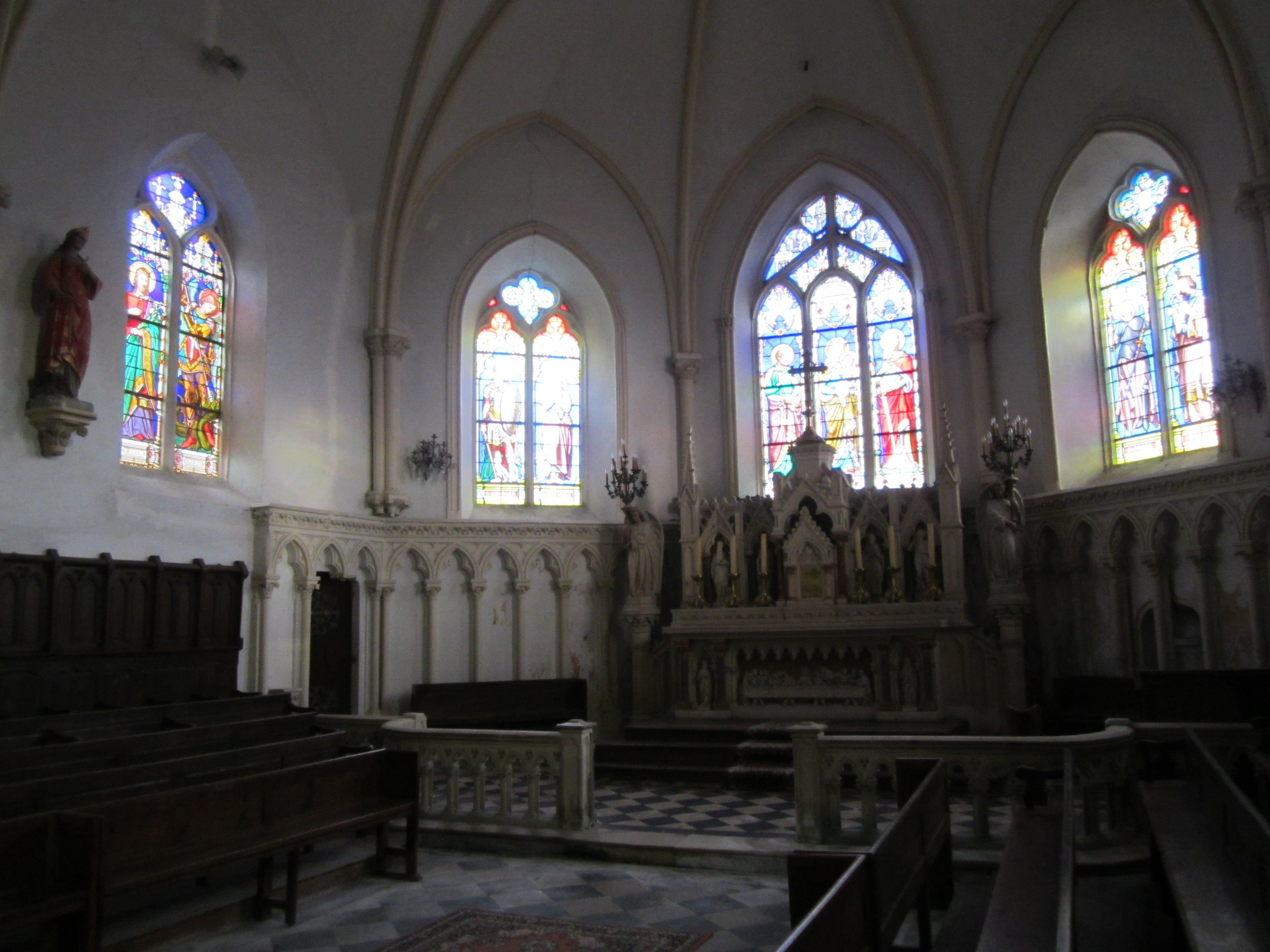
Le chœur de l'église.

## Mobilier
L'église abrite des statues : Vierge à l'Enfant (XVe siècle), saint Pierre, et sainte Barbe (XVIIIe siècle).

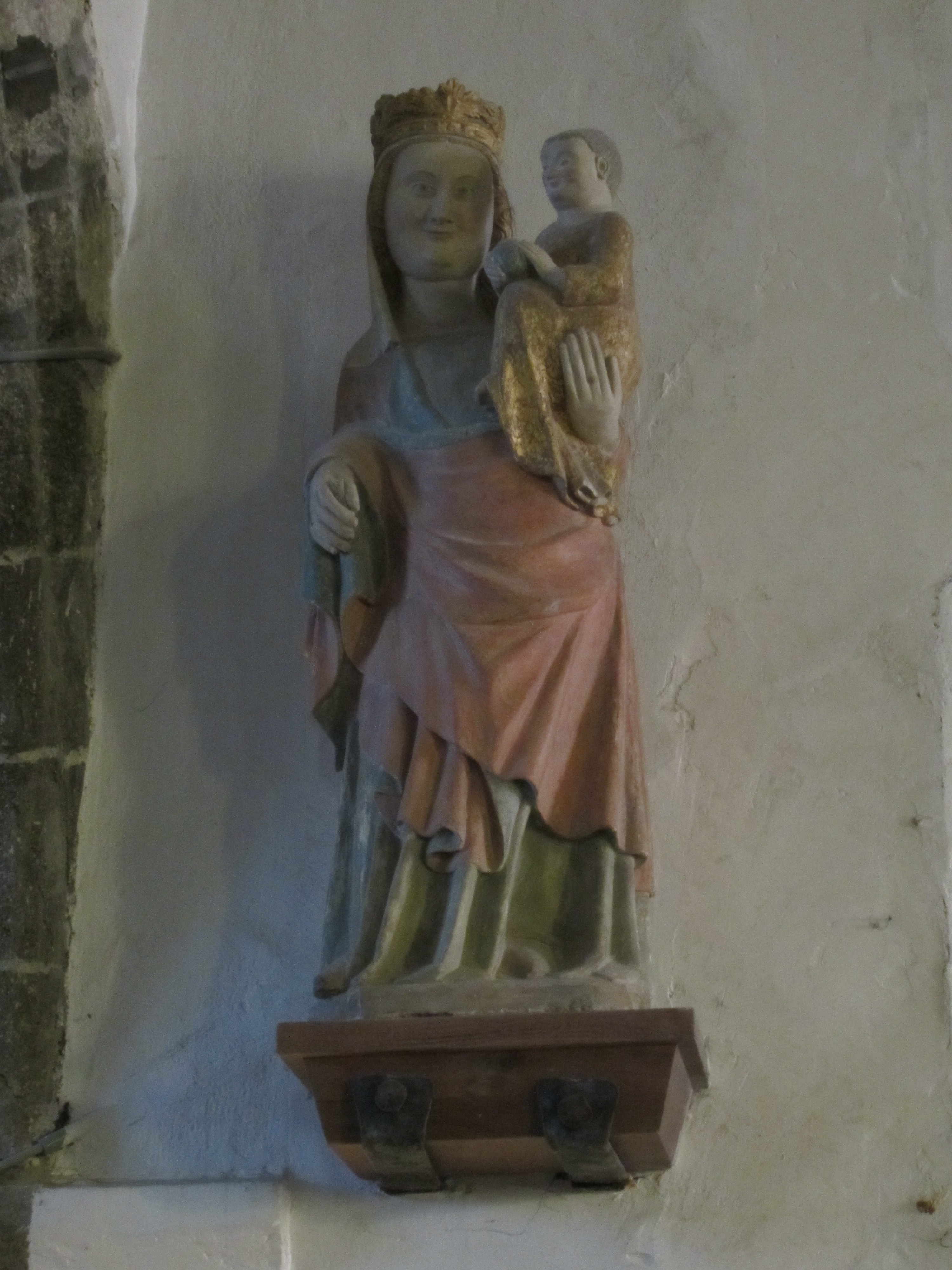
Statue de la Vierge.